# Émile Hélitas
Émile Hélitas (né le 26 juillet 1843 à Chamboret, où il est mort le 16 octobre 1907) est un docteur en droit, préfet de la Charente-Inférieure en 1893, puis de la Loire-Inférieure en 1898. Son fils Maurice sera lui aussi préfet, du Cantal en 1910, puis du Calvados en 1917.
Un ensemble de souvenirs de ces deux hauts fonctionnaires a été proposé aux enchères le 4 février 2015, Maîtres Beaussant Lefevre, Paris, Hôtel Drouot, salle 2.